# Osiedle 1000-lecia (Poniatowa)
Osiedle 1000-lecia – osiedle mieszkaniowe w północnej części Poniatowej.

## Ulice
- Szkolna
- Brzozowa
- Harcerska
- Wesoła
- Garażowa
- Przechodnia
- Targowa

## Ważniejsze obiekty
- Szkoła podstawowa im. Stefana Żeromskiego
- Gimnazjum im. Jana Pawła II
- Basen kryty